# Carl Jan Granqvist
Carl Jan Erik Granqvist, född 22 mars 1946 i Örebro, Örebro län, är en svensk krögare, vinkännare, TV-profil och adjungerad professor i matkonst vid Norsk hotellhøgskole (del av nuvarande Universitetet i Stavanger – grundat 2005).

## Biografi
Granqvist växte upp i Hidinge, där hans far var folkskollärare och kantor, utbildad hos David Björling, och hans mor var textilslöjdlärare. Han studerade konsthistoria vid Stockholms universitet 1967–1968. Åren 1969–1970 gick han Virginska restaurangskolan i Örebro. Han har även genomgått internutbildningar på Operakällaren (1970–1972) och på AB Vin- & Spritcentralen (1972).
Carl Jan Granqvist blev år 1972 källarmästare vid Grythyttans gästgivaregård och ansvarade för att bygga upp Måltidens hus och Restauranghögskolan i Grythyttan, tillhörande Örebro universitet. Han blev pionjär i Sverige för saperemetoden, som innebär att man vid kompositionen av en måltid utöver smaksinnet tar hänsyn även till gästens alla andra sinnen. Han var en av två grundare av Vinkällaren Grappe på Östermalm i Stockholm, som började verksamheten 1986.
Han har medverkat i flera TV-program efter debuten 1983 i SVT med vinprovningsinslag i underhållningsprogrammet Levande livet tillsammans med Knut-Christian Gröntoft. Bland annat har han varit tävlande i På spåret (tillsammans med Lotta Bromé), men säsongen 2004–2005 agerade han bisittare till programledaren Ingvar Oldsberg. Under 2006 medverkade han i reality-tv-serien Carl Jans änglar. Han medverkade även i andra avsnittet av programserien Boston Tea Party , där han och programledarna Filip och Fredrik diskuterade champagne och mat. Han deltog också i 2009 års danstävling Let's Dance i TV 4 tillsammans med dansaren Maria Lindberg. År 2010 deltog han i avsnitt två av serien Djävulsrallyt i Kanal 5.
Han har även skrivit en självbiografi, kallad ”Människan, mötena, måltiden”. Han var gift med Catarina Elizabeth Mårtenson 1991-1997,  har en son, Carl-Johan Granqvist (född 1992).
Granqvist är medlem i Svenska Frimurare Orden. 

## Medverkan i TV
- 1983 – Levande livet. (TV-serie)
- 2004–2005 – På spåret (TV-serie)
- 2006 – Carl Jans Änglar (TV-serie)
- 2007 – Boston Tea Party (TV-serie)
- 2009 – Let's Dance (TV-serie)
- 2010 – Djävulsrallyt (TV-serie)
- 2010–2017 – Bingolottos uppesittarkväll (TV-serie), (TV4)
- 2018 – Biggest Loser VIP (TV-serie)

## Utmärkelser
- H. M. Konungens medalj i guld av 8:e storleken (Kon:sGM8, 1997)[7]
- Granqvist installerades 1994 som hedersledamot vid Södermanlands-Nerikes nation vid Uppsala universitet.
- Filosofie hedersdoktor vid Örebro universitet (2001).[8]
- År 2004 blev Granqvist utsedd till Filipstads ambassadör.[9]
- I hans hembygd finns sedan 2011 Carl Jan Granqvists väg, uppkallad efter honom.[10]